# سسنا ۴۱۱
سسنا ۴۱۱ (به انگلیسی: Cessna 411) یک هواگرد ساختِ کارخانهٔ سسنا در کشور ایالات متحده آمریکا است که در سال ۱۹۶۲-۱۹۶۸ ساخته شد. این هواگرد برای نخستین بار در ۱۹۶۲ میلادی مورد استفاده قرار گرفت.